# 釧路緑ケ岡学園福祉会
社会福祉法人釧路緑ケ岡学園（しゃかいふくしほうじんくしろみどりがおかがくえん）は、北海道釧路市緑ケ岡1丁目10番地42号に本部をおく日本における社会福祉法人の一つである。

## 沿革
- 1980年（昭和55年）
  - 4月1日 - 釧路美原認定こども園を開園。
- 1982年（昭和57年）
  - 4月1日 - 釧路桂恋認定こども園を開園。
- 2009年（平成21年）
  - 4月1日 - 釧路ことぶき認定こども園を開園。
- 2015年（平成27年）
  - 4月1日 - 釧路桂双葉認定こども園を開園。

## 歴代の理事長
- 初代理事長 小船井武次郎 （1980年3月22日 - 1998年1月26日）
- 2代目理事長 小船井修一 （1998年1月27日 - 2009年3月31日）
- 3代目理事長 西塔正一 （2009年4月1日 - 2015年5月31日）
- 4代目理事長 中島太郎 （2015年6月1日 - 現在）

## 設置校

### 現在設置している学校
- 学校法人緑ケ岡学園
- 釧路美原認定こども園
- 釧路桂恋認定こども園
- 釧路ことぶき認定こども園
- 釧路双葉認定こども園

### かつて設置していた学校
- なし